# Рационализация (психология)
Рационализа́ция (лат. rationalis — разумный, лат. ratio — разум) — механизм психологической защиты, при котором в мышлении используется только та часть воспринимаемой информации, и делаются только те выводы, благодаря которым собственное поведение предстаёт как хорошо контролируемое и не противоречащее объективным обстоятельствам. Иначе говоря, подбор (поиск) рационального объяснения для поведения или решений, имеющих иные, неосознаваемые причины. Термин был предложен Зигмундом Фрейдом, в дальнейшем понятие развила его дочь Анна Фрейд.

## Описание
Защитная функция рационализации состоит в попытке post factum создать гармонию между желаемым и реальным положением и тем самым предотвратить потерю самоуважения. Это попытка объяснить поведение, не объяснимое с помощью объективного анализа ситуации, или попытка оправдать неудачу или ошибку.
Например, пассивное поведение может быть рационализировано осторожностью, агрессивное — самозащитой, а равнодушное — желанием сделать окружающих более самостоятельными. Во всех этих случаях решение, как поступить, принимается бессознательно и человек не осознаёт лежащей за ним мотивации. Если вдруг встаёт вопрос о причине принятого решения, и причина оказывается неблаговидной, часто человек вместо её осознания ищет рационально выглядящее оправдание, призванное убедить его и окружающих в разумных и благовидных причинах принятого решения. При этом человек и сам искренне верит в свои рационализации.
Лисица увидала — висят спелые кисти винограда, и стала прилаживаться, как бы их съесть.
Она долго билась, но не могла достать. Чтобы досаду заглушить, она говорит: «Зелены ещё».
Знаменитый пример рационализации — басня Эзопа «Лиса и виноград». Лисица никак не может получить виноград и отступает, рационализируя это тем, что виноград «зелёный». Тем самым она исключает из своего сознания факт своей неудачи (некомпетентности). Проблемы начинаются тогда, когда рационализация используется для того чтобы выдавать себе индульгенции на деструктивное поведение.
Рационализация может противоречить логике и фактам, но это не обязательно. Её иррациональность заключается только в том, что объявленный мотив деятельности не является подлинным.

## Связь с типами личности
Считается, что рационализация особенно характерна для обсессивных личностей.
Также рационализация характерна для диссоциальных личностей.